# فيبل ليجيندز
فيبل ليجيندز (بالإنجليزية: Fable Legends)‏ ، هي لعبة فيديو إلكترونية والتي نشرها شركة مايكروسوفت ستوديوز الأمريكية، ولكن ألغيت إصدار اللعبة سنة 2016م.